# Nigel Mansell
Nigel Ernest James Mansell, CBE (* 8. srpna 1953 Upton-on-Severn, Worcestershire) je bývalý anglický pilot Formule 1, mistr světa z roku 1992.
V roce 1993 získal také titul v sérii závodů CART. Ve formuli 1 strávil 15 sezón, v sérii CART dva roky. V pozdějších letech závodil Mansell v závodech GP Masters. Britský novinář Murray Walker, který komentoval závody formule 1, řadí ve svém hodnocení Nigela Mansella do TOP 10 pilotů F1.

## Kariéra
Po úspěchu na motokárách jezdil Mansell roky 1976-1977 ve Formuli Ford. V prvním roce absolvoval devět závodů, z nichž v šesti zvítězil. V roce 1977 absolvoval 42 závodů a zvítězil v 33 z nich. Stal se šampionem. Tehdy ho zastihla zpráva jeho lékaře, že mu hrozí paralýza končetin a možná nebude moci již nikdy závodit. Mansell se však z nemocnice vrátil na závodní okruhy.
V letech 1978 a 1979 působil ve formuli 3. Hned v prvním závodě startoval z pole position a umístil se druhý. Během druhé sezóny (1979) měl těžkou havárii a byl hospitalizován se zlomeným obratlem. Po svém návratu se mu podařilo stát se testovacím pilotem stáje Lotus ve formuli 1.
Svou první šanci ve formuli 1 tak dostal v roce 1980, při Velké ceně Rakouska na okruhu Zeltweg. V pěti závodech, kterých se tohoto roku zúčastnil (v barvách Lotusu) však nedokázal bodovat.
Nicméně u Lotusu zůstal po sezony 1981 až 1984 a po celou dobu mu týmovým kolegou byl Elio de Angelis. Budeme-li počítat pouze tyto čtyři kompletní sezony, pak pouze jednou (1983), dokázal svého týmového kolegu pokořit.
Jeho "totální nasazení" se zalíbilo Franku Williamsovi a pro sezonu 1985 jej angažoval jako druhého jezdce ke Keke Rosbergovi. A právě u Williamsu získal toho roku své první vítězství. Bylo to na domácí trati v Brands Hatch. Na nejvyšším stupínku se mu zalíbilo natolik, že se tam vrátil hned při dalším závodě v Kyalami. V celkové klasifikaci obsadil lichotivé šesté místo. Pro zajímavost, na páté příčce skončil Elio de Angelis.
Pro sezonu 1986 "nafasoval" nového týmového kolegu. Byl jím v tu dobu již dvojnásobný mistr světa z let 1981 a 1983, Nelson Piquet. Ale Mansell (možná i díky nehodě šéfa týmu Franka Williamse, který nějakou dobu nemohl svůj tým vést) nepřijal roli týmové dvojky a Nelsona Piqueta v těsném boji o titul mistra světa porazil. Vzájemná rivalita obou a nešťastná nehoda (prasklá pneumatika) v poslední GP sezony v Adelaide připravily Nigela Mansella o titul. Jako třetí vzadu se nakonec smál Alain Prost na McLarenu.
V sezoně 1987 se Mansell ještě o něco zlepšil, vyhrál celkem šest závodů (oproti pěti loňským), ale ani to nestačilo. Tentokrát jej porazil týmový kolega Nelson Piquet, který tak zkompletoval hattrick. I v této sezoně dokázal Mansell zvítězit na domácí půdě. Mezitím co v letech 1985 a 1986 to bylo v Brands Hatch, v roce 1987 slavil na letišti v Silverstone. Domácí závod pro něj byl vždy vrcholem, což dokládají jak jeho výsledky, tak i jeho slova: "Doma bych se i zabil, jen abych vyhrál".
Rok 1988 moc nadějí nedával. Od Williamsu sice odešel Nelson Piquet, ale i dodavatel motorů Honda. Nový motor Judd určitě nepatřil mezi konkurenceschopné. Deváté místo v celkovém hodnocení nepůsobí tak špatně, jako zisk dvanácti bodů za dvě druhá místa ve Španělsku a jak jinak - doma v Silverstone.
Není proto překvapením, že pro následující rok změnil Nigel týmové barvy. Italští tifosi ho vřele přijali a dali mu přezdívku "Leone". Vítězství v premiérovém závodě za Ferrari je něco, co se "neodpouští". Nigel to dokázal v Brazílii. Tohoto roku zvítězil ještě v Maďarsku na Hungaroringu a v premiérové sezoně v rudém tak skončil čtvrtý.
V roce 1990 Ferrari bojovalo o titul mistra světa. Nebylo to ale zásluhou Nigela Mansella. Gerharda Bergera vystřídal Alain Prost, který utekl z McLarenu před Ayrtonem Sennou. Právě Senna se nakonec radoval ze svého druhého titulu mistra světa. Mansell se mohl radovat pouze z vítězství v Portugalsku. Celková pátá příčka nenaplnila jeho představy a tak na konci roku vyslyšel volání Franka Williamse, aby se vrátil "domů". Patrick Head (šéfkonstruktér Williamsu) sliboval vítězné auto, na kterém pracoval spolu s Adrianem Neweyem.
Williams FW14 byl asi nejlepším autem sezony 1991, ale trvalo dlouho, než se podařilo jej dokonale vyladit. Ayrton Senna tak v úvodních závodech sezony získal rozhodující náskok, který už udržel. (Adrian Newey se zdá být specialistou na podobné situace a ze stejné příčiny přišel o titul i s McLaren a Red Bullem). Mansell nakonec získal 72 bodů především za pět vítězství a tři druhá místa. Opět dokázal zvítězit na domácí půdě - jak jinak. Strhující závod skončil nešťastně pro Ayrtona Sennu, který zůstal stát v posledním kole s nepojízdným vozem na trati. Klasifikován byl na čtvrtém místě a přesto, že mu došel benzín, do cíle dojel. Bylo to ale na voze Nigela Mansella. I to trochu vypovídá o vzájemných vztazích jezdců této éry a o vzájemném respektu těchto velikánů.
Tímto gestem ale ohledy k Ayrtonovi skončily. V sezoně 1992 (nejen) ho Mansell doslova "rozdrtil". Z prvních deseti Velkých cen vyhrál hned osm a již v jedenáctém závodě v Maďarsku byl korunován mistrem světa. Že ve výše zmíněných osmi triumfech je obsažen i ten z domácí Velké ceny je asi zbytečné dodávat. Ve zbytku sezony už přidal jen jedno vítězství. Bylo to způsobeno i tím, že se od Franka Williamse dozvěděl o angažování Alaina Prosta pro sezónu 1993. To Mansell nechtěl akceptovat a z formule 1 odešel.
V roce 1993 jezdil v zámořské sérii Indy Car za stál Newman-Haas, známého herce Paula Newmana a Carla Haase. Hned v této premiérové sezoně získal nejen titul nováček roku ale především celkové prvenství.
Ve formuli 1 toho roku triumfoval Alain Prost (dle očekávání). Na další rok jej u Williamsu ale nahradil Ayrton Senna (proti očekávání). Ve třetím závodě v Imole však Ayrton Senna za velmi dramatických okolností zemřel a do jeho sedačky se od závodu v Montmelo posadil mladý skot David Coulthard. Frank Williams se ale chtěl udržet na výsluní a tak přemluvil Nigela k návratu. V poslední Velké ceně sezony si tak Nigel Mansell připsal poslední vítězství své kariéry.
O rok později se ještě pokoušel "vejít" do monopostu McLarenu, ale neúspěšně. Formule 1 vstupovala do éry přísné aerodynamiky a štíhlých linií, což nebyla Nigelova parketa. S érou robustních monopostů tak skončila i éra Nigela Mansella.
I přesto, že Nigel za celou svou kariéru získal "pouze" jeden titul mistra světa, řadí ho Murray Walker oprávněně mezi TOP TEN jezdců f1 všech dob. Aby mohl začít, zastavil téměř celý svůj majetek, i přesto, že čelil vážným zdravotním problémům, které téměř vylučovaly možnost závodit. Na dráze byl ochoten a schopen nechat všechno pro úspěch, nikdy se nevzdal, žádná situace pro něj nebyla beznadějná. Nutno podotknout, že málokdy v historii čelil jezdec tak velké konkurenci, jaká se sešla v osmdesátých letech: Senna, Mansell, Prost, Piquet ... Diváky dokázal doslova strhnout. Vždy jel na vítězství. Druhé místo pro něj byla prohra. I z toho pramenilo mnoho, možná zbytečných chyb a odpadnutí. Ale oči a srdce fanoušků plesala. Byla to doba, kdy určující byl limit jezdce, ne vozu a Nigel (spolu s jeho fandy) si to dokonale užíval.

## Kompletní výsledky ve Formuli 1
| Legenda k tabulce | Legenda k tabulce                                                                       |
| Barva             | Výsledek                                                                                |
| ----------------- | --------------------------------------------------------------------------------------- |
| Zlatá             | Vítěz                                                                                   |
| Stříbrná          | 2. místo                                                                                |
| Bronzová          | 3. místo                                                                                |
| Zelená            | Bodované umístění                                                                       |
| Modrá             | Nebodované umístění                                                                     |
| Modrá             | Dokončil neklasifikován (NC)                                                            |
| Fialová           | Odstoupil (Ret)                                                                         |
| Červená           | Nekvalifikoval se (DNQ)                                                                 |
| Červená           | Nepředkvalifikoval se (DNPQ)                                                            |
| Černá             | Diskvalifikován (DSQ)                                                                   |
| Bílá              | Nestartoval (DNS)                                                                       |
| Bílá              | Závod zrušen (C)                                                                        |
| Světle modrá      | Pouze trénoval (PO)                                                                     |
| Světle modrá      | Páteční testovací jezdec (TD)                                                           |
| Bez barvy         | Netrénoval (DNP)                                                                        |
| Bez barvy         | Vyřazen (EX)                                                                            |
| Bez barvy         | Nepřijel (DNA)                                                                          |
| Bez barvy         | Odvolal účast (WD)                                                                      |
| Bez barvy         | Nezúčastnil se (prázdné)                                                                |
| Označení          | Význam                                                                                  |
| Tučnost           | Pole position                                                                           |
| Kurzíva           | Nejrychlejší kolo                                                                       |
| †                 | Jezdec nedojel do cíle, ale byl klasifikován, protože odjel více než 90 % délky závodu. |
| ‡                 | Byl udělován poloviční počet bodů, protože bylo odjeto méně než 75 % délky závodu.      |
| Horní index       | Umístění bodujících jezdců ve sprintu                                                   |

| Rok  | Tým                            | Šasi           | Motor            | 1       | 2       | 3       | 4       | 5       | 6       | 7       | 8       | 9       | 10      | 11      | 12      | 13      | 14      | 15      | 16      | 17  | Umístění  | Body    |
| ---- | ------------------------------ | -------------- | ---------------- | ------- | ------- | ------- | ------- | ------- | ------- | ------- | ------- | ------- | ------- | ------- | ------- | ------- | ------- | ------- | ------- | --- | --------- | ------- |
| 1980 | Team Essex Lotus               | Lotus 81B      | Ford V8          | ARG     | BRA     | RSA     | USW     | BEL     | MON     | FRA     | GBR     | GER     | AUT Ret | NED Ret | ITA DNQ | CAN     | USA     |         |         |     | -         | 0       |
| 1981 | Team Essex Lotus               | Lotus 81B      | Ford V8          | USW Ret | BRA 11  | ARG Ret | SMR     | BEL 3   |         |         |         |         |         |         |         |         |         |         |         |     | 14. místo | 8       |
| 1981 | John Player Team Lotus         | Lotus 87       | Ford V8          |         |         |         |         |         | MON Ret | ESP 6   | FRA 7   | GBR DNQ | GER Ret | AUT Ret | NED Ret | ITA Ret | CAN Ret | LVS 4   |         |     | 14. místo | 8       |
| 1982 | John Player Team Lotus         | Lotus 87B      | Ford V8          | RSA Ret |         |         |         |         |         |         |         |         |         |         |         |         |         |         |         |     | 14. místo | 7       |
| 1982 | John Player Team Lotus         | Lotus 91       | Ford V8          |         | BRA 3   | USW 7   | SMR     | BEL Ret | MON 4   | USE Ret | CAN Ret | NED     | GBR Ret | FRA     | GER 9   | AUT Ret | SUI 8   | ITA 7   | LVS Ret |     | 14. místo | 7       |
| 1983 | John Player Team Lotus         | Lotus 92       | Ford V8          | BRA 12  | USW 12  | FRA Ret | SMR Ret | MON Ret | BEL Ret | USA 6   | CAN Ret |         |         |         |         |         |         |         |         |     | 12. místo | 10      |
| 1983 | John Player Team Lotus         | Lotus 94T      | Renault V6 (t/c) |         |         |         |         |         |         |         |         | GBR 4   |         | AUT 5   | NED Ret | ITA 8   | EUR 3   | RSA NC  |         |     | 12. místo | 10      |
| 1983 | John Player Team Lotus         | Lotus 93T      | Renault V6 (t/c) |         |         |         |         |         |         |         |         |         | GER Ret |         |         |         |         |         |         |     | 12. místo | 10      |
| 1984 | John Player Special Team Lotus | Lotus 95T      | Renault V6 (t/c) | BRA Ret | RSA Ret | BEL Ret | SMR Ret | FRA 3   | MON Ret | CAN 6   | USW Ret | USA 6   | GBR Ret | GER 4   | AUT Ret | NED 3   | ITA Ret | EUR Ret | POR Ret |     | 9. místo  | 13      |
| 1985 | Canon Williams Honda           | Williams FW10  | Honda V6 (t/c)   | BRA Ret | POR 5   | SMR 5   | MON 7   | CAN 6   | USA Ret | FRA DNS | GBR Ret | GER 6   | AUT Ret | NED 6   | ITA 11  | BEL 2   | EUR 1   | RSA 1   | AUS Ret |     | 6. místo  | 31      |
| 1986 | Canon Williams Honda           | Williams FW11  | Honda V6 (t/c)   | BRA Ret | ESP 2   | SMR Ret | MON 4   | BEL 1   | CAN 1   | USA 5   | FRA 1   | GBR 1   | GER 3   | HUN 3   | AUT Ret | ITA 2   | POR 1   | MEX 5   | AUS Ret |     | 2. místo  | 70 (72) |
| 1987 | Canon Williams Honda           | Williams FW11B | Honda V6 (t/c)   | BRA 6   | SMR 1   | BEL Ret | MON Ret | USA 5   | FRA 1   | GBR 1   | GER Ret | HUN 14  | AUT 1   | ITA 3   | POR Ret | ESP 1   | MEX 1   | JPN DNS | AUS DNP |     | 2. místo  | 61      |
| 1988 | Canon Williams                 | Williams FW12  | Judd V8          | BRA Ret | SMR Ret | MON Ret | MEX Ret | CAN Ret | USA Ret | FRA Ret | GBR 2   | GER Ret | HUN Ret | BEL     | ITA     | POR Ret | ESP 2   | JPN Ret | AUS Ret |     | 9. místo  | 12      |
| 1989 | Scuderia Ferrari Marlboro      | Ferrari 640    | Ferrari V12      | BRA 1   | SMR Ret | MON Ret | MEX Ret | USA Ret | CAN DSQ | FRA 2   | GBR 2   | GER 3   | HUN 1   | BEL 3   | ITA Ret | POR DSQ | ESP EX  | JPN Ret | AUS Ret |     | 4. místo  | 38      |
| 1990 | Scuderia Ferrari Marlboro      | Ferrari 641    | Ferrari V12      | USA Ret | BRA 4   | SMR Ret | MON Ret |         |         |         |         |         |         |         |         |         |         |         |         |     | 5. místo  | 37      |
| 1990 | Scuderia Ferrari Marlboro      | Ferrari 641/2  | Ferrari V12      |         |         |         |         | CAN 3   | MEX 2   | FRA 18  | GBR Ret | GER Ret | HUN 17  | BEL Ret | ITA 4   | POR 1   | ESP 2   | JPN Ret | AUS 2   |     | 5. místo  | 37      |
| 1991 | Canon Williams Renault         | Williams FW14  | Renault V10      | USA Ret | BRA Ret | SMR Ret | MON 2   | CAN 6   | MEX 2   | FRA 1   | GBR 1   | GER 1   | HUN 2   | BEL Ret | ITA 1   | POR DSQ | ESP 1   | JPN Ret | AUS 2   |     | 2. místo  | 72      |
| 1992 | Canon Williams Renault         | Williams FW14B | Renault V10      | RSA 1   | MEX 1   | BRA 1   | ESP 1   | SMR 1   | MON 2   | CAN Ret | FRA 1   | GBR 1   | GER 1   | HUN 2   | BEL 2   | ITA Ret | POR 1   | JPN Ret | AUS Ret |     | 1. místo  | 108     |
| 1994 | Rothmans Williams Renault      | Williams FW16  | Renault V10      | BRA     | PAC     | SMR     | MON     | ESP     | CAN     | FRA Ret | GBR     | GER     | HUN     | BEL     | ITA     | POR     |         |         |         |     | 9. místo  | 13      |
| 1994 | Rothmans Williams Renault      | Williams FW16B | Renault V10      |         |         |         |         |         |         |         |         |         |         |         |         |         | EUR Ret | JPN 4   | AUS 1   |     | 9. místo  | 13      |
| 1995 | Marlboro McLaren Mercedes      | McLaren MP4/10 | Mercedes V10     | BRA     | ARG     | SMR 10  | ESP Ret | MON     | CAN     | FRA     | GBR     | GER     | HUN     | BEL     | ITA     | POR     | EUR     | PAC     | JPN     | AUS | -         | 0       |